# Praxithea morvanae
Praxithea morvanae es una especie de escarabajo longicornio del género Praxithea, tribu Torneutini, subfamilia Cerambycinae. Fue descrita científicamente por Tavakilian & M. L. Monné en 2002.
La especie se mantiene activa durante los meses de julio, agosto, septiembre, octubre y noviembre.

## Descripción
Mide 22-30 milímetros de longitud.

## Distribución
Se distribuye por Guayana Francesa y Perú.